# ابن باجة
أَبُو بَكْرْ مُحَمَّدْ بِنْ يَحْيَى بْنْ اَلصَّائِغْ بْنْ بَاجَهْ اَلتَّجِيبِي المَعروف بِابْنِ بَاجَهْ، من أبرز الفلاسفة المسلمين، اهتم بالطب والرياضيات والفلك والأدب والموسيقى،  كان أحد وزراء وقضاة الدولة المرابطية. يعرف عند الغرب (باللاتينية: Avempace: آفيمبس)

## حياته
نشأ في سرقسطة وعمل كاتبا لإبراهيم بن تيفلويت الذي كان يكرمه بسخاء بالغ  إذ كان كلاهما يحب الموشحات والموسيقى حتى عينه بن تيفلويت وزيرا وبقي كذلك حتى وفاته  بعد أن استطاع ألفونسو المحارب إسقاط دولة بني هود في سرقسطة، اتجه بن باجة إلى شاطبة حيث كانت لا تزال تحت سيطرة أبو إسحاق إبراهيم بن يوسف بن تاشفين وكانت علاقة بن باجة بابن أبي الزهر والفتح بن خاقان سيئة حتى أن بن خاقان ألف كتاب قلائد العقيان ومحاسن الأعيان ردا على بن باجة اتهمه فيه بالإلحاد والزندقة 
ومع ذلك بقي بن باجة وزيرا للمرابطين لمدة عشرين سنة على الأقل حتى مات. تشير عدة مصادر إلى أنه قتل مسموما في مدينة فاس المغربية من قبل بعض خصومه من الأطباء والأدباء. رغم موقف المرابطين المتشدد من العلماء أمثال بن باجة، إلا أنه عين قاضيا على مراكش 

## وفاته
ولقد کان للفلاسفة في إفریقیة خصوم الدّاء، ولعل ابن باجة کان اسوأ فلاسفة من خصومه حظاً رموہ بالمروق والإلحاد، وقام الفتح ابن خاقان یغري به العامة والرؤساء، وقد کان ابن باجة یشارك الأطباء في صناعتهم فحدوہ حتی بلي بتحن کثیرۃ وشناعات من العوام وقصدوا إھلاکه وسلمه الله منھم۔ وأخیراً نجح الطیب أبو العلاء بن زھر في دس السم له فمات متأثراً به في رمضان عام 533 هـ (مايو 1138م) في فاس، وبھا دفن، وکان قبرہ قرب قبر ابن العربي. وودع ابن باجة الدنیا ولما یتجاوز مضمار الشباب.

## مؤلفاته
يسرد ابن أبي أصيبعة لائحة بثمانية وعشرين مؤلفاً ينسبها إلى ابن باجّة، تقع في ثلاث فئات مختلفة: شروح أرسطوطاليس، تآليف إشراقية، ومصنفات طبية. فمن تآليفه في الطب: كلام على شيء من كتاب الأدوية المفردة لجالينوس، كتاب التجربتين على أدوية ابن وافد، وكتاب اختصار الحاوي للرازي وكلام في المزاج بما هو طبي.

كان لكتاباته أثر عظيم على ابن رشد ولفلسفة ابن باجّة قيمتان أساسيتان، أولاهما أنه بنى الفلسفة العقلية على أسس الرياضيات والطبيعيات فنزع عن الفلسفة الإسلامية سيطرة الجدل، وخلع عليها لباس العلم. وثانيتهما أنه أول فيلسوف في الإسلام فصل بين الدين والفلسفة في البحث، وانصرف إلى العقل ولهذا اتهم بالإلحاد والخروج عن تعاليم الدين، وقد لام أبو حامد الغزالي لميله إلى التصوف. وقال 
| ابن باجة       | إن الإنسان يستطيع بلوغ السعادة عن طريق العلم والتفكير لا بإماتة الحواس وتجسيم الخيال، كما يفعل المتصوفون، وقد رأى أن الغزالي خدع نفسه، وخدع الناس حين قال في كتابه «المنقذ من الضلال» إنه بالخلوة ينكشف العالم للإنسان" | ابن باجة |
| — أصل ابن باجة | |          |

جميع أصول كتبه العربية ضاعت ولم ينتقل إلينا منها إلا ما ترجم في حينه إلى اللاتينية وما نقله من جاء بعده من الفلاسفة كابن رشد. وابن ميمون وأشهر هذه المترجمات (تدبير المتوحد) الذي تخيل فيه مدينة لا يشغل أهلها غير (تدبير) واحد أو غاية واحدة طريقها العقل فتتحقق لها ولهم السعادة. ويقسم ابن باجة غايات الإنسان إلى جسدية وروحانية وعقلية وهذه الأخيرة هي أرقاها. ولابن باجة أيضا (رسالة الوداع) التي أهداها لأحد أصحابه وهو على أهبة سفر طويل خشي ألا يراه بعده، ورسالة (الاتصال) و(كتاب النفس) وكتاب (الكون والفساد)، وكتاب (رسالة الوداع).
- تآليف إشراقية
- رسائل ابن باجة الإلهية

مصنفات في الطب
- كلام على شيء من كتاب الأدوية المفردة لجالينوس
- كتاب التجربتين على أدوية ابن وافد
- كتاب اختصار الحاوي للرازي
- كلام في المزاج بما هو طب

## مشروعه
عمد ابن باجة إلى العودة بالفلسفة إلى أصولها الأرسطية خالصة كما هي في كتب أرسطو مبتعدا عن أفكار العرفان والأفلاطونية المحدثة فكان بذلك أحد أفراد تيار تجديدي أندلسي حاول فصل الأفكار العرفانية التي اختلطت كثيرا بالفكر الإسلامي والذي بدأ بمشروع ابن حزم الذي عمد إلى تأسيس منهج العودة إلى الأصول واستبعاد القياس في الفقه واستأنف بعد ابن باجة بابن رشد الذي عمد إلى فصل نظام البيان الفقهي عن نظام البرهان الفلسفي. بمصطلح آخر فصل الدين عن الفلسفة كأنظمة استنتاجية وربطهما عن طريق الغايات والأهداف.

## فلسفته
- في الإنسان :

| ابن باجة       | كل حي يشارك الجمادات في أمور، وكل إنسان يشارك الحيوان في أمور... لكن الإنسان يتميز عن الحيوان غير الناطق والجماد والنبات بالقوة الفكرية، ولا يكون إنسانا إلا بها | ابن باجة |
| — أصل ابن باجة | |          |

- في منازل الناس:
  - المرتبة الجمهورية: وهؤلاء لا ينظرون إلا للمعقول.
  - المرتبة النظرية: وهؤلاء ينظرون إلى الموضوعات أولاً، وإلى المعقول ثانياً ولأجل الموضوعات.
  - مرتبة السعداء: وهم الذين يرون الشيء بنفسه.